# Jean-Charles d'Abremes
 (juillet 2014).
Jean-Charles d’Abremes, né à Bruxelles le 10 décembre 1724 et mort dans sa ville natale le 17 août 1809, citoyen de Bruxelles, dont on écrit souvent à tort le nom sous la forme d’Abremez, est un historien et généalogiste bruxellois de langue latine et française. Il fut le secrétaire et le conseiller du cardinal de Frankenberg. À sa mort, il laissa par testament à l'église Notre-Dame de la chapelle trois chasubles, deux aubes à dentelles et un calice.

## Parenté
Il est le fils de Jean-Joseph d’Abremes (1687-1750), écuyer, Lieutenant Prévôt général des Armées, et de Dame Élisabeth van der Borcht, elle-même fille de Jean-Charles van der Borcht, Conseiller et Maître général des Monnaies, et nièce du poète néo-latin Petrus van der Borcht (1676-1739).
Du côté paternel, il est le petit-fils de Dominique d'Abremes, seigneur de Renecheux et de Anne-Marie Jonet (morte à Dunkerque le 2 juin 1690) et l'arrière-petit-fils de Jean d’Abremes secrétaire du Conseil Privé, et de Françoise van den Berghe.
Par sa mère Élisabeth van der Borcht descendante des van Buyseghem dit Buys, il se rattache aux lignages Sweerts et Sleeuws, toutefois, il ne sollicita jamais son admission au sein des lignages de Bruxelles ne désirant sans doute pas s’occuper de la vie politique.

## Carrière
En 1759, il devient chapelain de la chapelle de Saint-Michel en l’église de la Chapelle, charge qu’il permute contre la chapellenie de Saint-Jacques le 14 août 1761 avec fonction de vicaire.
Le 27 février 1771 il devient chapelain royal dans la collégiale de Sainte-Waudru à Mons et fut nommé le 30 septembre 1774 chapelain castral de Saint-Pancrace à Ath.  Il revint à Bruxelles, comme chapelain et confesseur en l'église de la Chapelle et fut titulaire de la chapellenie de Saint-Jacques.  Il est mort à l'âge de 84 ans.
Mais il est surtout connu comme étant le secrétaire et le conseiller du cardinal de Frankenberg. Il était passionné par l’histoire et il a produit une œuvre historique nombreuse et abondante, remplissant de nombreux in-folio, qu’il n’eut toutefois pas le temps ou l'occasion de livrer à l’impression. Dessinateur de talent, il laisse quelques dessins de sa plume dans ses manuscrits.

## Œuvres principales
Il s'occupa d'études et de recherches historiques, copia un grand nombre de documents d'archives bruxelloises, d'une écriture claire, petite, serrée et composa des mémoires, catalogues, inventaires, annales, etc. qui s'avèrent actuellement comme très précieux. Il nota minutieusement dans un registre un relevé des pierres tombales de l'intérieur de l'église de la Chapelle avant qu'elles ne soient détruites et remplacées par un carrelage.
- Généalogie de la famille Van der Borcht
- Annales Ecclesiae Parochialis B. M. V. de Capella, in-folio (3 volumes)
- Déclaration concernant Notre-Dame-des-Grâces
- Histoire des reliques de la Sainte-Croix, in-folio
- Notice des Indulgences, confréries et saintes reliques qui se trouvent dans l’église de Notre-Dame-de-la-Chapelle, 1782, in-folio
- Annales Ecclesiae parochialis B. M. V. de Capella Bruxellis, in-quarto
- Mémoire pour servir à l'histoire du Saint-Sacrement de Miracle, 1735
- Analecta Venerandi Corporalis Miraculosi, 1795
- Annales Ecclesiae B. M. de Capella, item sepulchrales inscriptiones, coepit J. C. J. d’Abremes, Capellanus et Vice-Pastor, incepit anno 1763, in-folio. Ce manuscrit latin qui se termine en 1804, contient, outre une dissertation très bien documentée et peu connue sur les origines de Bruxelles, des renseignements très vivants sur le comportement des Français à Bruxelles. Ce manuscrit est orné d’un beau dessin de l’église de la Chapelle de la plume de l’auteur

## Armoiries
Le sigillographe Jean-Théodore de Raadt décrit ainsi ses armoiries d’après des cachets découverts dans sa correspondance : « écartelé ; aux 1er et 4e, à trois merlettes ; aux 2e et 3e, à trois losanges ; cimier : une merlette ».

## Pour approfondir